# Evergestis desertalis
Evergestis desertalis là một loài bướm đêm trong họ Crambidae.